# Croisy-sur-Eure
 Croisy-sur-Eure  és una població i comuna francesa, en la regió de Normandia, departament de l'Eure.
La fàbrica del formatge Boursin es troba en aquest municipi.